# لی سون وون (بازیگر)
لی سون وون (کره‌ای: 이순원؛ زادهٔ ۱۹ فوریه ۱۹۸۳) بازیگر اهل کره جنوبی است.

## فیلم‌شناسی

### فیلم
| سال  | عنوان                | نقش          | توضیحات | منابع |
| ---- | -------------------- | ------------ | ------- | ----- |
| ۲۰۱۶ | مستر                 |              |         |       |
| ۲۰۱۷ | شهر جعلی             | گالچی        |         |       |
| ۲۰۱۷ | مرد اراده            | چون جونگ سو  |         |       |
| ۲۰۱۷ | فراموش‌شده            |              |         |       |
| ۲۰۱۹ | آیدل                 | زندانبان     |         |       |
| ۲۰۲۱ | فقط می‌تونی منو ببینی | لی یونگ شیک  |         |       |
| ۲۰۲۲ | ۶/۴۵                 | چوی سونگ ایل |         | [ ۱ ] |
| ۲۰۲۲ | در روباز کن          | مون سوک      |         | [ ۲ ] |

### مجموعه تلویزیونی
| سال  | عنوان                        | نقش                 | توضیحات | منابع |
| ---- | ---------------------------- | ------------------- | ------- | ----- |
| ۲۰۱۶ | قهرمان محلی                  | هان جون هی          |         |       |
| ۲۰۱۶ | ربودن نماینده مجلس آقای کلین |                     |         |       |
| ۲۰۱۶ | کی۲                          | لیدر تیم جی‌اس‌اس     |         |       |
| ۲۰۱۸ | زندگی کن                     | بان جونگ مین        |         |       |
| ۲۰۱۹ | گل نوکدو                     | کیم مون هیون        |         |       |
| ۲۰۱۹ | رئیس ستاد                    | کارآگاه لی هیونگ به |         | [ ۳ ] |
| ۲۰۱۹ | کلاس دروغ‌ها                  | پارک وون سوک        |         | [ ۴ ] |
| ۲۰۱۹ | دراما استیج - بیگ دیتا رومنس | پارک سانگ هون       |         |       |
| ۲۰۲۰ | جستجو                        | چون مین جه          |         |       |
| ۲۰۲۰ | تأخیر در عدالت               | کیم گی هیون         |         | [ ۵ ] |

### مجموعه اینترنتی
| سال       | عنوان              | نقش         | توضیحات | منابع |
| --------- | ------------------ | ----------- | ------- | ----- |
| ۲۰۲۲–۲۰۲۳ | جزیره              | منشی کانگ   | پارت ۱  | [ ۶ ] |
| ۲۰۲۳      | وظیفه بعد از مدرسه | کیم وون بین |         |       |
| ۲۰۲۳      | شوالیه سیاه        | یک پیک      |         | [ ۷ ] |